# Paracymus subcupreus
Paracymus subcupreus är en skalbaggsart som först beskrevs av Thomas Say 1825.  Paracymus subcupreus ingår i släktet Paracymus och familjen palpbaggar. Inga underarter finns listade i Catalogue of Life.